# Passeig de la Boca de la Mina (Reus)
El Passeig de la Boca de la Mina, antigament anomenat Passeig de Briansó, és un passeig del municipi de Reus (Baix Camp) inclòs en l'Inventari del Patrimoni Arquitectònic de Catalunya.

## Descripció
És un espai arbrat comprès entre l'avinguda del Comerç i la Boca de la Mina. Té una amplada variable i 1.240 m de llarg. Els límits del camí estant definits per tanques de gran magnitud i qualitat formal. L'accés per l'avinguda del Comerç està tancat per onze pilars de pedra, en mal estat en el costat dret. Al costat esquerre hi ha una tanca massissa moderna. Al llarg del Passeig hi ha diversos masos (el Mas de Navàs, el Mas de Gassull, el Mas del Creus, el Mas del Llopis) i el Molí i també edificis d'habitatges. Cal destacar en les tanques del Mas de López i dels altres dos, un mur paredat, un portal amb pedra arenisca, tanques de ferro forjat i ornamentació de ceràmiques. Les pilastres per a fixar-hi les reixes de ferro, bastant ben conservades, tenen senzilla ornamentació geomètrica. Escuts amb inicials en els muntants de les portalades.

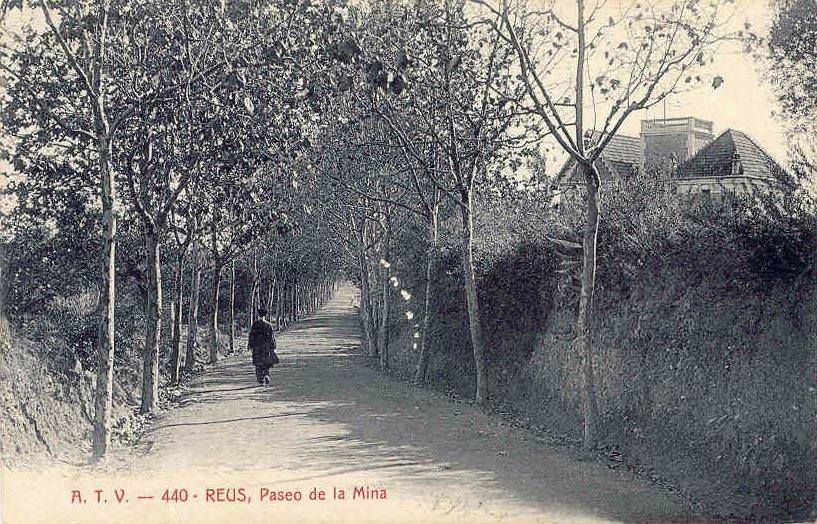
Passeig de la Boca de la Mina el 1910

## Història
El passeig ha estat sempre conegut de forma popular com a passeig de la Boca de la Mina, que és el nom que porta actualment de forma oficial, i també com a Passeig del Manicomi, tot i que antigament havia portat el nom de Passeig Briansó, com a homenatge al doctor Emili Briansó Planes, metge psiquiatre, que va ser un dels impulsors de l'Institut Pere Mata o Manicomi de Reus. El Passeig del Molí, que inicialment només arribava al molí de Monterols, es va allargar fins a la Boca de la Mina el 1905, quan es va construir un pont sobre el Barranc de la Mina. Al capdamunt, hi ha la Mina del Molí. L'indret és endreçat de finals de 1864 ençà, però l'embelliment no es devia donar per acabat fins al 1871, segons és esculpit a una pedra frontal. Segons Fort, el 1860 l'arbrat només arribava fins al camí de la Bassa Nova, i es projectà prolongar-lo amb un parc, fonts, cascades i jardins. La Bassa Nova fou construïda per l'"Empresa Hidrofòrica" fundada el 1842. El 1862, havia construït una tanca al voltant de la Bassa. El 1900 s'excavaren els terrenys per als dipòsits municipals d'aigua de la ciutat. El 1930, l'arquitecte Sardà construeix els murs de contenció del Barranc de la Mina.